# Radomir Putnik
Radomir Putnik (sérvio: Радомир Путник) nasceu em Kragujevac, Sérvia em 24 de janeiro de 1847 e faleceu em Nice, na França em  17 de maio de 1917 aos 70 anos de idade. Foi um Marechal sérvio que comandou o exército durante a Primeira Guerra Mundial.

## Biografia
Radomir era filho de Dimitrije, um professor de sua cidade natal, Kragujevac, onde concluiu seus estudos. Em 1863, se graduou na Escola de Artilharia de Belgrado e em 1879, casou-se com Ljubica Bojović com quem teve 7 filhos. Durante as guerras contra os turcos entre 1876 e 1877, foi repreendido várias vezes por utilizar "linguagem inadequada" com os oficiais.
Foi professor da Academia Militar entre 1886-1895. Em 1889, foi nomeado vice-chefe do Estado-maior, logo entrou em conflito com o Rei Milan I, com isso foi forçado à se aposentar. Em 1899, após uma fracassada tentativa de assassinato do Rei Milan I, Putnik fugiu do país por medo de retaliações.
Em 1903, o Rei Alexandre I da Sérvia foi assassinado por membros da organização Mão Negra e o príncipe Pedro I da Sérvia assumiu o trono, assim Putnik pode retornar à Sérvia. Durante as Guerras Balcânicas comandou o Exército Sérvio contra os turcos e, posteriormente, contra os búlgaros.

## Primeira Guerra Mundial
Quando a Primeira Guerra Mundial começou, Putnik estava internado num hospital em Budapeste, o chefe do Estado-mairo austríaco, Franz Conrad von Hötzendorf permitiu-lhe partir para a Sérvia como um gesto cavalheiro e também por não acreditar com o velho Marechal de 67 anos pudesse comandar os sérvios. 
Putnik ao chegar em Belgrado entregou sua carta de demissão ao rei, mas este recusou. Putnik teve que assumir o comando do exército e impedir o avanço austríaco, os sérvios conseguem derrotar os austríacos na Batalha de Cer. Em 1915, a Bulgária declara guerra à Sérvia e invade a região da Macedônia, as forças sérvias não conseguem parar a ofensiva búlgara então Putnik ordena em 25 de novembro, a retirada geral das tropas, os sérvios tiveram que fugir para a Albânia e Montenegro. Navios franceses transportaram as tropas sérvias para Corfu, na Grécia. Putnik estava tão debilitado que teve que ser carregado, ele sofria de bronquite, pneumonia e gripe. A Sérvia se rendeu e todos os generais e oficiais sérvios foram demitidos, inclusive Putnik.

## Morte
Putnik estabeleceu-se em Nice, na França, onde foi recebido com honras militares. Em 17 de maio de 1917, Putnik faleceu vítima de enfisema pulmonar. Em 1926, seus restos mortais foram transladados para a Sérvia, onde foi sepultado com honras militares numa capela no Novo Cemitério de Belgrado.
1. ↑  «Radomir Putnik | Biography & Facts | Britannica». www.britannica.com (em inglês). Consultado em 24 de outubro de 2024